# Licuala tiomanensis
Licuala tiomanensis är en enhjärtbladig växtart som beskrevs av Caetano Xavier Furtado. Licuala tiomanensis ingår i släktet Licuala och familjen Arecaceae. Inga underarter finns listade i Catalogue of Life.